# Парвіз Шахріярі
Парвіз Шахріярі (1926, Керман, Персія — 2012, Тегеран, Іран) — іранський математик, перекладач, письменник, журналіст та громадський діяч зороастрійського походження. Шахріярі широко відомий в Ірані як перекладач іноземних книг наукового змісту і як автор підручників математики.

## Біографія
Народився в зороастрійській родині в місті Керман. Освіту здобував у Тегеранському університеті. У молоді роки захоплювався ідеями Ахмеда Кесраві, як прихильник опозиційних політичних поглядів багаторазово піддавався арештам. Перебуваючи в місцях ув'язнення, вивчив російську мову.
За внесок у популяризацію науки удостоєний багатьох нагород. За час викладацької діяльності підготував багатьох відомих вчених. Серед учнів Парвіза Шахріярі — високопоставлений співробітник НАСА Фіруз Надері.